# Aphis vitexicola
Aphis vitexicola är en insektsart som beskrevs av Kim och W. Lee 2006. Aphis vitexicola ingår i släktet Aphis och familjen långrörsbladlöss. Inga underarter finns listade i Catalogue of Life.